# Lista de personagens criados por Chico Anysio
A lista a seguir apresenta a relação de alguns personagens criados e interpretados pelo humorista brasileiro Chico Anysio.
| Personagem               | Descrição | Bordões |
| ------------------------ | --- | --- |
| Albarde                  | Albarde Grilo da Silva é um paciente neurótico que não sai do consultório do analista (Francisco Milani) para falar sobre política. Ele reluta a deitar-se no divã, preferindo responder sentado em uma poltrona. | "Doutor, eu tenho cura?" |
| Alberto Roberto          | Ator e apresentador de talk show, considera-se um símbolo sexual. Usa touca de renda na cabeça e frequentemente interpela seus entrevistados com um "por quê?". Seu estrelismo muitas vezes tira do sério o diretor Da Júlia (Lúcio Mauro). | "Não garavo!" Eu sou um símbalo sescual." |
| Albino                   | Um sujeito albino considerado por todos um louco, por sempre estar tentando morder sua própria orelha. Mas, na verdade, ele é quem sempre tem as respostas mais lógicas para diversos assuntos. | "Hum! Depois eu que sou maluco?!" |
| Al Cafone                | Sátira a Al Capone. Albertino Cafone Schiaro, mais conhecido por Al Cafone, é um gângster brasileiro que comanda a máfia local e tenta eliminar a concorrência a qualquer custo, com a ajuda de seus capangas Sarro e Nicotina. | "Então foi você, ahn? Ahn?" |
| Alfacinha                | Antonio Benjamim Alfacinha é um vendedor, natural de Lisboa. Torcedor do Benfica, vive batendo de porta em porta na tentativa de vender seus produtos exóticos. Sempre oferece o seu cartão de visita às pessoas. | "Antonio Alfacinha. Aqui está meu cartão." |
| Alfano                   | Diretor de uma firma sempre envolvido em negócios confusos. | " |
| Alfinete                 | Alfinete é um típico malandro carioca, que faz a exploração de trabalho infantil. Seu comandado é Juquinha, um menino de 9 anos frequentemente colocado em situações difíceis para que Alfinete ganhe dinheiro. | "Vai, neném, vai... Isso!" |
| Apolo                    | Apolônio Fortes vive descontente com seu casamento com Dona Pureza (Sandra Pêra/Cláudia Jimenez), uma mulher ninfomaníaca. | "Ainda morro... disso!" Eu tô prejudicado." |
| Azambuja                 | Paulo Maurício Azambuja é um malandro carioca, que foi jogador de futebol do Bonsucesso e participou de um conjunto musical na juventude. Vive aplicando golpes em parceria de Linguiça (Wilson Grey) e é filho de Dona Lupicínia (Haydée Fernandes). | "Tô contigo e não abro!" Arrebenta a boca do balão!" Tá danado, tá danado…!" |
| Badé Mangaio             | Feirante que sabe da vida de todos os moradores de Chico City. | " |
| Baiano                   | Sátira ao cantor baiano Caetano Veloso. Integrou o conjunto Baiano e os Novos Caetanos, ao lado de Paulinho Boca de Profeta (Arnaud Rodrigues), parodiando o grupo Novos Baianos, com quem gravou alguns discos nos anos 70 e 80. Também formou dupla e gravou um disco com Amaralina (Nádia Maria), uma sátira a cantora Elba Ramalho. | "Legal… Tô numa boa. Tá sabendo, Paulinho…?" Legal não, eu sou esperto!" É um toque!" Tá com os dedo no lugar, Paulinho?" Tô com saudade de Bethânia, de Macalé, de Capinam..." |
| Bandeira                 | Taxista português que costuma discutir a situação política do Brasil com os passageiros. | "Gente finíssima!" |
| Bento Carneiro           | Valdevino Bento Carneiro é um vampiro nascido no Brasil. Com um sotaque caipira, que se apresenta como "aquele que vem do aquém do além, adonde que véve os mortos". Mora em seu castelo junto de seu assistente corcunda Calunga (Lug de Paula). Nunca consegue assustar alguém: ao contrário, é um vampiro medroso e desnutrido. | "Vampiro brasileiro... pzztt!" Tomou, papudo?" Não creu n'eu, se finou-se." Se ele debochar d'eu... minha vingança sará malígrina!" Ele que se atreve a (ação) dispois das doze badalada notúrnica!" Cuidado, ocê que tá aí se rindo d'eu! Vô lhe pinchar uma mardição." Se eu querê, eu uso meus poder para..." |
| Bexiga                   | Enrico Bettega é um ex-sapateiro, nascido nos arredores de Nápoles. Mudou-se para o Brasil na década de 1930, instalando-se no bairro do Bixiga, em São Paulo. Voz e visual foram inspirados no compositor e ator Adoniran Barbosa. | "Vá bene!" |
| Bicão                    | | " |
| Bilac Biruta             | Cientista que cria invenções esdrúxulas e que se autointitula um gênio incompreendido. | " |
| Bilingui                 | Fazendeiro, pai de Popó e dono de quase todas as terras de Chico City. | " |
| Bim Bim                  | Cearense de Maranguape, entra em atrito por qualquer coisa que lhe digam. | "Eu vou ter um atrito com o senhor." |
| Biu                      | Nordestino cujo ideal é dividir o Brasil em dois grandes grupos, tendo a Bahia como base. Este personagem veio do livro de Chico Anysio O Tiéte do Agreste. | " |
| Bolada                   | Sujeito fanático por futebol. Seu melhor amigo é o cachorro Jorge (Orlando Drummond), que ficava irritado quando falavam mal de Paulo Maluf. | " |
| Bonfá                    | Heitor Bonfá é um saxofonista que possui a boca torta e vive à sombra de sua esposa, Mila Valéria, uma famosa cantora lírica, mas que nunca aparece. | "Eu tenho um pequeno defeito." Mila e eu somos duas pessoas diferentes numa só." |
| Bonfim                   | Velhinho que odeia seu sócio Boamorte (Older Cazarré). Porém, já em seu leito de morte, ambos revelam as trapaças que fizeram com o outro. | " |
| Bóris                    | Carnavalesco que usa todas suas economias para se travestir em bailes de carnaval. Possui rivalidade com outro carnavalesco (Cecil Thiré). | "É deboche, é deboche…" |
| Bozó                     | Sérgio Dias Magalhães Marinho é supostamente o nome de Bozó, que afirma para todo mundo ser um funcionário da Rede Globo e vive dando em cima das mulheres. Suas marcas registradas são o penteado estilo "The Beatles", os dentes proeminentes e a gagueira. Sua namorada é Maria Angélica (Alcione Mazzeo), que também usa um óculos de grau com lentes grossas. | "Eu-eu trabalho na Globo, tá legal!?" |
| Brazuca                  | Brasilino Basealdo da Conceição, conhecido por todos como Brazuca, é um sujeito que vive de fazer biscates. | "Por causo que..." Qualé, Jacaré!" |
| Bronco Billy             | Parceiro de Bruce Kane em filmes de faroeste. Dublado por Waldyr Fiore. | " |
| Bruce Kane               | Bruce Kane é um ator que interpreta cowboys em filmes de faroeste. Dublado por Antônio Patiño e Isaac Bardavid. | "Fui claro!!?" Eu sou Bruce Kane, de Cincinati, Ohio!" |
| Caetano Codô             | Paródia ao político José Sarney. | " |
| Caio Malufus             | Paródia a Paulo Maluf. | " |
| Calheiros                | Gaudêncio Calheiros é o típico gaúcho, casado com Dona Elizete (Estelita Bell). Enquanto orgulha-se do filho garanhão Erasmo (Nizo Neto), morre de ciúmes da filha Wanderleia (Liane Maya), da qual trata de maneira machista. | "Bah, eu não quero saber de nada. De nada!" Eu solto meu bode, mas prendo minha cabrita." Nós somos classe C, CLASSE C!" Mas tu endoidou! Eu não sou pai de novela!" |
| Canarinho                | | " |
| Canavieira               | Sendo conhecido popularmente apenas como "Canavieira", Walfrido Augusto Canavieira é um empresário e político corrupto, que já foi prefeito de Chico City. Populista, sempre inaugura alguma obra pública, mesmo que inútil e mal-acabada, para livrar-se das críticas do povo. Foi um dos apresentadores do "Jornal do Lobo" e é o síndico do prédio em que mora, no Rio de Janeiro. É admirado e constantemente imitado por João Mocó (João Cláudio Moreno). Era considerado inicialmente filho do Professor Raimundo, porém teve seu parentesco mudado, tornando-se irmão dele. | "Povo de Chico City…!" Mas não hoje, porque isso aí já é ouuutra despesa." "Palavras são palavras, nada mais que palavras..." |
| Capitão Trovão           | Eusébio Nepomuceno é um ex-torturador na época da ditadura, o qual está sempre reencontrando suas vítimas. Vive assombrando especialmente uma delas: Raimundo (Older Cazarré). | "Raimundo…!" Capitão Trovão eu não sou mais: agora eu sou Eusébio Nepomuceno." Você me desculpe, Raimundo. Foi apenas uma ligeira recaída. O bom vem agora..." |
| Caramuru                 | | " |
| Cascata                  | Armando Cascata é um pai coruja que sempre procura justificar os erros do filho Cascatinha (Castrinho). O quadro fez tanto sucesso que Cascatinha, cujo bordão era "Meu pai-pai!", apresentou o programa Balão Mágico e quadros próprios em outros programas humorísticos. No programa Chico City, Cascata e Cascatinha levavam à loucura a diretora do colégio Madame Dulcina (Lupe Gigliotti), com seus disparates. | "Meu garoto!" |
| Castelinho               | | " |
| Celso Garcia             | Um mendigo esclerosado com sotaque paulista, que vive embaixo da ponte junto de seu amigo Vieira Souto. | "Orra, meu…!" |
| Charles Westminster      | Personagem que fala um misto de inglês e português e que afirma ser pertencente à coroa inglesa. | "Eu sou Charles Westminster, The Third." |
| Chiquitim                | Boneco de ventríloquo que vê a realidade de maneira crítica. Este personagem não chegou a ser gravado, ficando só no papel. | " |
| Cisso Romão              | Jornalista correspondente do telejornal "Jornal do Lobo" em Nova York. | "Não é uma beleuza, Cleuza?" |
| Cleofas                  | Milionário que relata à jornalista Cinthia, a qual pretende escrever sua biografia, suas histórias com as maiores celebridades do mundo. Trajando roupa de hipismo, tem principal característica o brilho dos olhos e dos dentes. Baseado no livro de Chico Anysio O Telefone Amarelo. | "Cuidado! Você pode se perder nos meus olhos." |
| Coalhada                 | Otávio Arlindo Antunes do Nascimento é um futebolista estrábico, de cabelos encaracolados, que já exibiu seu futebol em diversos clubes, com a ajuda de seu empresário, Bigode (Amândio Silva Filho). É caracterizado no estilo "Sócrates". Apesar de se achar um craque, é um perna-de-pau que vive se defendendo das críticas de torcedores e comentaristas esportivos. | "Mas hein!?" Depois eles dizem que o Coalhada é isso, que o Coalhada é aquilo…" |
| Comandante Alencar       | | " |
| Coronel Bezerra          | Lineu Bezerra é um fazendeiro que possui rivalidade com seu vizinho, o Coronel Pantoja (Jô Soares). O ódio era recíproco, mas os dois fingiam hipocritamente ser amigos. | "Bem pensado, bem pensado" |
| Coronel Candinho         | Coronel que conversava com o também coronel Ventura (Antônio Carlos Pires) em frases metrificadas e rimadas. | " |
| Coronel Lidu             | Irmão gêmeo de Lineu, Lidu Bezerra é um fazendeiro que possui total controle sobre os habitantes de sua cidade. Casado com Cornélia, pai de duas gêmeas e de um filho, o Liduzinho, é amigo de Portela (Milton Gonçalves). | "Homem muito generoso, né Relâmpago?" Ô terra... Não tem um que preste!" Portela, quando é que tu volta para a Mangueira?" |
| Coronel Limoeiro         | João Pessoa do Limoeiro é um fazendeiro que morre de ciúmes de sua bela esposa Maria Tereza (Zélia Hoffman/Monique Evans). | "Maria Tereeeeza! Isso me ama, isso me ama. As pessoas dizem que ela se casou comigo porque eu tenho dinheiro, mas não… Isso me ama!" |
| Coronel Lindomar Soriano | | " |
| Corrimão                 | Presidiário desastrado que sempre atrapalha os planos de fuga de seus companheiros. É amigo de Seu Boneco (Lug de Paula). | " |
| Delegado Matoso          | Delegado corrupto de Chico City, auxiliado por Cabo Hamilton (João Netto). As pessoas procuram sua delegacia para registrar um Boletim de Ocorrência contra trambiqueiros que lhes prejudicaram de algum modo, mas os tais trambiqueiros sempre acabam sendo libertos de imediato por terem um “certo vínculo” com o delegado. Seu sonho é entrar para a Polícia Federal. Sua característica principal são os proeminentes dentes da mandíbula. | "Eu ainda acabo na Federal." Cabo Hamilton, sentido!" |
| Divino                   | João Lírio do Amor Divino é um guia espiritual que não possui religião, dá preferência em suas consulta às mulheres. Ilude a boa-fé das pessoas, com a ajuda de seu assistente Serafim (Martim Francisco), se passando por líder de uma seita religiosa. | "Divino sabe, divino diz." Divino cura, sara, purifica e… machuca." |
| Dona Dedé                | Deolinda Maria das Dores é uma doméstica sempre à procura de emprego, porém sem sucesso. | "Senhora não, senhorita! Eu sou mocinha, menina moça." |
| Dona Ilária              | Ilária de Gouveia é uma idosa portuguesa que, devido à pouca inteligência, vive colocando o marido Salustiano em confusões. | " |
| Doutor Excelência        | Homem rico, sempre desanimado e abordado por seu assessor Teixeirinha (Newton Martins) para tratar de negócios. | "É mol? Sem brincadeira: é mol?" Você só me dá trabalho, Teixeirinha." |
| Doutor Rosseti           | Carlindo Rosseti Bravo é um empresário que esconde a homossexualidade e seu caso com o cirurgião plástico Dr. Pedro Logulo Paixão (Ariel Coelho/Leandro Hassum). | "Um salto sete e meio, bordado de strass…" |
| Doutor Salgado           | Sujeito moralista linha-dura que enxerga obscenidade em tudo. | "Isto aqui é um bordel!" Na fachada!" Tudo aqui cheira a sexo!" É um antro de luxúria!" Daí para o sexo é um pulinho!" |
| Ecolouco                 | | " |
| Esquerdinha              | O político subversivo. Depois voltou em Chico City como Setembrino. | " |
| Flávio Miralski          | Crítico musical que fazia participações no "Jornal do Lobo". | " |
| Floro Romão              | | " |
| Franciscano              | Frei Justino Assis de Paula, popularmente conhecido como Franciscano, é um homem sempre disposto a ajudar e sempre é procurado pela população por ajuda. | "Como essa gente muda…!" |
| Francisco Sufrágio       | Político que refuta a ideia de se tornar presidente. | "Ser presidente é rabo!" Não vote em mim! Em mim, não!" |
| Frota                    | Frota Passos Dias Aguiar era um taxista que odiava sair do ponto e pegar o trânsito caótico de São Paulo. | " |
| Fukida                   | Japonês que possui dificuldades em dominar a língua portuguesa. | " |
| Fumaça                   | Idalino é um português e vascaíno, dono do Boteco do Idalino, conhecido por seus frequentadores como Boteco do Fumaça, nome pelo qual não gosta de ser chamado. Recebeu esse apelido por fumar escondido de todos. Fica muito nervoso quando está recitando e é interrompido. | "Qualquer dia fecho isto e abro um banco, que é muito mais seguro." É a... tatata tarariu!" Ah, Cabral! Por que foi que descobriste isto?!" |
| Galileu                  | | " |
| Gastão                   | Gastão Franco é extremamente pão-duro. É casado com Eddy Lammar (Selma Lopes/Agnes Fontoura) e tem como doméstica dona Felinta (Tutu Guimarães). Sua cunhada Lana Turner (Estelita Bell) possui a aparência de uma senhora idosa, porém afirma ter 37 anos e só conhece coisas modernas. Ela é casada com Porto Seguro (Walter D'Ávila). Em uma das temporadas (TV QCV), foi diretor e produtor de uma emissora de televisão, onde discutia orçamentos com o produtor Gato (Nizo Neto). | "Pão duro, não! Eu sou controlado." Quer poupar, poupa!" |
| Genival                  | | " |
| Gualicho                 | Personagem caipira, amigo de Farewell. | "Ô confusão, lamentozinho mais 'intrapaiado'!" |
| Haddock Lobo             | | " |
| Haroldo                  | Haroldo P. Brasão é um personal trainer homossexual que sempre tenta, em vão, passar à condição de heterossexual. Porém, é sempre lembrado de seu antigo codinome - Luana - pelo amigo Leon (Paulette/Eduardo Martini). | "Para com isso! Eu sou Haroldo, o hétero machão" Agora sou hétero. Mordo você todinha!" Olha o muque! Olha o muque!" Eu te dou na cara, bem assim ó: pá!" |
| Hilário                  | Médico que deixa seus pacientes enrolados com suas perguntas impróprias. | "Meu nome é Hilário!" |
| Honório Kauser           | Repórter do telejornal "Jornal do Lobo", é especialista em assuntos médicos, mas sempre acaba trocando os nomes das partes do corpo humano por outros nomes em suas explicações. | "Porque veja, veja…" Nada alarmante! Nada alarmante!" |
| Jean Pierre              | Jean Pierre Canavieira Nepomuceno é primo de Walfrido Canavieira. Intelectual e milionário de meia-idade, mora em Chicópolis, cidade vizinha de Chico City. | "Ora, mas que gracinha…!" |
| João Ninguém             | João Ninguém da Silva é um mendigo que costuma invadir a sede da prefeitura de Chico City à noite, para usar o telefone. | "Tá olhando o quê? Até parece que você é alguém!" |
| José Maria               | Idoso que, apesar dos muitos anos de convivência, ainda ama sua esposa Maria José (Camila Amado). | " |
| Jovem                    | Jovelino Venceslau dos Santos é um adolescente rebelde. É conhecido como "Jovem" devido ao seu nome: JO de Jovelino e VEM de Venceslau. Não gosta da superproteção de sua mãe (Lupe Gigliotti) e é amigo de Cabuça (Marcelo Caridad). | "Pô, mãe! Eu sou jovem!" Jovem é outro papo!" Vai ficar com cara de bundão, ó, ó!" |
| Justo Veríssimo          | Justo Veríssimo de Santo Cristo é um político corrupto que possui ojeriza a pobres. Nos programas Chico Anysio Show (exibido pela TV Globo de 1982 a 1990 e não o primeiro da TV Rio, exibido entre 1960 e 1964.), Estados Anysios de Chico City, Chico Total (o programa de 1996, não o de 1981) e por fim no especial Cartão de Visitas (exibido dentro do Fantástico) seu segurança é Castor (Ataíde Arcoverde); no programa Zorra Total, seu segurança é Cadelo (Nizo Neto), cujo bordão é "Não sou feio: sou exótico". | "Tenho horror a pobre!" Quero que pobre se exploda!" |
| Juventino Senta Aí       | | " |
| Karlos Kafunga           | Um dos âncoras do telejornal "Jornal do Lobo" com o tique constante de fungar o nariz. | " |
| Kenny Rocha              | Personagem caipira criado somente para a campanha publicitária da Poupoteca do Banco Nacional, em 1991. Acabou ganhando espaço no programa Estados Anysios de Chico City, no mesmo ano. | " |
| Lingote                  | Lingote Dubom é um hippie idoso viciado em remédios. É pai de Linguinha. | "Falou… Aííí, ó…!" Bateu pra tu?" Eu tô muito doooooido!" |
| Linguinha                | Personagem criado para a novelinha infantil Linguinha x Mr. Yes, Linguinha é um herói que não usa arma e frequentemente coloca a língua para fora. Seu grande inimigo é Mr. Yes (Luiz Delfino), que quer dominar o mundo pela poluição do ar e conta com os serviços da gangue dos "Marajoaras", comandados por um chefe extremamente cruel (Iran Lima). É filho de Lingote. | " |
| Lobato                   | Mordomo e dublê de motorista que sempre recebe a culpa pela traição de sua patroa. | " |
| Lobo Filho               | Evilásio Lobo Filho é um locutor que comanda o programa de rádio "Show do Lobo". Já apresentou o telejornal "Jornal do Lobo" na principal emissora de Chico City. | "Lobo Filho, este amigo de vocês." |
| Lord Black               | Luiz Fernando Ferrado Ferreira é um frequentador da vida noturna que sempre entra em confusão por causa de sua namorada Pretória (Marilu Bueno/Stella Freitas). Mas de dia ele é mecânico e se chama Gamação. | "Nega xexelenta…" Eu vou dale porrada nessa nega!" |
| Maria Baiana             | Vendedora de cocada que não gosta do trabalho. | " |
| Mariano                  | Mariano Rego dos Prazeres é um estilista que já vestiu as mulheres mais ricas e famosas do mundo. Tem uma ótima relação com o filho Reginaldo, homossexual como ele. | "Póóóde…? Guerra de perereca!" |
| Marmo Carrara            | Delegado que tem, como parceiro, o detetive gay Menudo (Antônio Pedro). | "São esses meus olhos cor de mel irresistíveis…" Mas por que ele cismou logo comigo? Logo eu, que tenho esta cara de macho?" |
| Mauro Maurício           | Ator de televisão galã, em qualquer oportunidade tenta sempre cantar um tango, vive sempre acompanhando de sua partner chamada Carmencita (Lupe Gigliotti), é irmão de Alberto Roberto. | " |
| Meinha                   | Alcidésio Veramundo Tupiniquim, conhecido como Meinha, por usar uma meia-calça na cabeça, é um jogador de futebol que saiu de times sem expressão no Brasil diretamente para a Europa. | "Hmmmmmmmmmmmmm…" (fazendo beicinho) |
| Milton Gama              | Na versão da TV Globo do Chico Anysio Show, era um locutor que anunciava falsas manchetes do bloco seguinte. Radialista que apresenta o programa de rádio típico da década de 1950, "O Show do Milton Gama", com orquestra ao vivo, comandada pelo maestro Woody Além (Tim Rescala) e um trio vocal feminino, o Trio Las Chatas. Também faziam parte do programa o sonoplasta Piu Piu (Luiz Carlos Tourinho) e os locutores Maria Goncilio e Ciro Jatene, na segunda versão do Chico Total. | "Feliz, feliz, feliz, feliz… com a sua audiência!" Milton Gama não é mole não!" |
| Mirandinha               | | " |
| Mister Happy             | Embaixador dos Estados Unidos da América nos Estados Anysios de Chico City que tinha como principal passatempo jogar notas de dólares às pessoas pobres de cima de um coreto. Usava um boné típico de equipes esportivas dos Estados Unidos e tinha os braços semelhantes aos do Popeye. | " |
| Mortinho da Vila         | Cantor que fez show em Chico City. | |
| Napoleão                 | Médico ortopedista ciumento que implica com todas as amigas de sua esposa Darci (Mônica Martelli), por acreditar que ela seja lésbica e esteja tendo caso com as tais amigas. Sua esposa sempre o alerta, dizendo que um dia ele ainda irá acabar perdendo-a. | "Eu sei o que estou fazendo." Eu ainda arrumo grana pra arrumar o meu nariz..." Pra outro homem até pode ser, mas pra outra mulher, nunca! Ainda mais com esse nariz..." |
| Nazareno                 | Nazareno Luís do Amor Divino é um funcionário público que é alcoólatra e trata mal a sua esposa Sofia (Leila Miranda/Thelma Reston), por ela ser muito feia. Em contrapartida, Nazareno vive elogiando a empregada (Monique Evans/Gisele Fraga/Valéria Valenssa). | "Ca-la-da! Senta aí!" Isso não é mulher…" Eu estava de porre, naquele tempo eu bebia…" Tanta gente é e não sabe. Eu doido pra ser e não consigo!" "Tá com pena? Leva pra você!" Vai dizer que tu também não trocava?!"                                                                                           |
| Neyde Taubaté            | Neyde Maria Aparecida Taubaté é a apresentadora do telejornal "Jornal do Lobo". Foi inspirada na também apresentadora Hebe Camargo, cuja cidade natal serve de sobrenome à personagem. | "Uau!" Não é mesmo?" |
| Nicanor                  | Nicanor C.A.L. Osório é natural de Serra Talhada e vive queixando-se de seu calo. | "Ai, meu calo! Ai, meu calo! Amééééérica!" |
| Nico Bondade             | Antônio Bonifácio Bondade Lopes é um ex-balconista da pequena Pitangui, cidade do interior mineiro. Homem bondoso, vive enfrentando o drama da procura de um emprego, pois é difícil conseguir uma colocação na sua idade. | "Ai, meu Jesuisinho! Eu não posso perder esse emprego!" |
| Nozinho                  | | " |
| Olegário Repp            | Personagem afeminado que vivia às voltas com bonecas de plástico e que dava dicas no "Jornal do Lobo". | "Copiou?" Não, gente. Loucura perde, sabia?" Essa boneca..." |
| Olindo                   | Olindo Holanda é um costureiro pobre que gasta todo seu dinheiro em fantasias de Carnaval. | " |
| Oswaldão                 | Oswaldão Leão Coelho é um bicheiro, casado com Dulce e cujo filho Rodolfo (Felipe Martins) sonha em ser bailarino. | "Sejis home, Rodolfo! Sejis home!" Toda vez que dá pavão, tem rabo em casa!" Meu São Jorge, meu padroeiro protetor... adonde foi que eu errei?" Nessa, eu dancei! " |
| Padre Miguel             | Padre que faz qualquer coisa para conseguir salvar a vida dos fiéis e que sabe sempre como se livrar das artimanhas do demônio (Olney Cazarré). | "Deus é maior, o resto... é Satanás!" |
| Painho                   | Ruy de Todos os Santos é um pai de santo homossexual , nascido na Bahia. Pessoas importantes da sociedade baiana sempre requisitam os serviços de Painho para que ele fale da sorte e futuro de cada um através dos búzios. | "Afffe! Eu tô morta!" Eu sou doooido por essa neguinha." Ai, que dor nos quartos! " |
| Pantaleão                | Pantaleão Pereira Peixoto é um caçador pernambucano aposentado que está sempre a contar histórias falsas. Vive em sua cadeira de balanço, na companhia de sua esposa Tertuliana (Suely May) e de Pedro Bó (Joe Lester/Guilherme Farias/André Mattos), um adulto com postura de criança adotado por ele. Sempre pergunta para sua mulher se ele está mentindo que, por sua vez, não tinha coragem de contradizê-lo e sempre garantia ser verdade. Às vezes seus "causos" são questionados por Pedro Bó, o que o deixa irritado. Possui um óculos com uma lente escura e outra incolor. Seu visual é inspirado em Dom Pedro II, enquanto a voz é similar a do cantor Luiz Gonzaga. Suas histórias sempre ocorrem no ano de 1927. Apresenta grande semelhança com Alexandre, personagem criado por Graciliano Ramos em Alexandre e outros heróis. | "É mentira, Terta?" Pois bom, numa ocasião em 1927…" Tenha paciência, Pedro Bó!" |
| Paulo Brasilis           | Paródia do jornalista Paulo Francis, que fazia participações no "Jornal do Lobo". | " |
| Paulo Jeton              | Paulo Jeton Semuah é um senador que, apesar de odiar Brasília, vive candidatando-se ao Senado. | "Me dê cem razões para eu estar em Brasília. Cem não, me dê uma!" |
| Pedro Fortes             | Locutor que encerra o programa Chico Total (versão de 1996), informando falsas manchetes do próximo programa. | "Alegria, alegria. Faça como eu: sorrrria!" Techau!" |
| Pernambuco               | Amigo de Chico e Azambuja. | "Chico... Ô, Chico..." Chiquinho..." |
| Popó                     | Apolônio Trunfas de Pandolé e Pandolé é um museólogo aposentado, que afirma ter 364 anos de idade, já que faz aniversário de quatro em quatro anos. É o irmão mais velho de Severino Pandolé, inimigo político de Walfrido Canavieira. Ranzinza, vive brigando com seu amigo Alpamerindo (Jomba/Francisco Dantas/José Santa Cruz), o qual sempre é chamado de idiota. Foi criado como uma sátira ao personagem Antenor, interpretado por Paulo Gracindo na novela Os Ossos do Barão, grande sucesso na época do lançamento do programa Chico City. | "Alpamerindo, você é idiota! Você é iiidiota!" |
| Professor Beira Baixa    | Professor português de física, elucidava tramas intrincadas. Personagem da primeira safra de Chico, nos anos 60. | "Elementar! Isto é elementar!" Vou dar-te um karatê mortal!" |
| Professor Gavião         | Professor que ensina alunos aspirantes a serem comediantes e sempre ri de suas esquetes. Veste-se com roupas espalhafatosas, como o também comediante cearense Falcão. | "O humorismo é uma coisa muito fácil de se fazer: tem que ser discreto." |
| Professor Raimundo       | Raimundo Nonato Canavieira é um professor já idoso, que dedicou sua vida ao magistério e, como típico professor brasileiro, é mal remunerado. | "E o salário, ó!" Vai comendo, Raimundo…" É vapt-vupt!" |
| Profeta                  | Jesuíno (inicialmente Joca Ezequiel) é um profeta de voz grave e pausada, com cabelos e bigodes brancos e compridos, que ensinava seus provérbios. | "Podem ficar à vontade." Creia em mim!" |
| Prometeu                 | Médico que é sempre interrompido durante sua lua-de-mel com a esposa Marieta. | "...mas não cumpriu!" (após sua esposa falar "Prometeu...") |
| Quem-Quem                | Cristóvão Boaventura é um garçom fanho. | "Morro teso, mas não perco a pose." |
| Quirino                  | Caipira casado com Nonoca (Suely May). | " |
| Rei Leão                 | | " |
| Roberval Taylor          | Principal locutor de Chico City, dedica poesias para as mulheres. Foi também um dos apresentadores do 'Jornal do Lobo'. | "Roberval… Tayyylorrr…" |
| Romero Gordi             | Paródia do ex-ministro do trabalho no governo Collor, Rogério Magri. | "No bojo…" |
| Roubonildo da Afanação   | | |
| Sacadura                 | Sacadura Alvaralhão Pontes é um executivo português, formado em Coimbra e extremamente apaixonado por Leilinha (Heloísa Périssé). | "Mas que tempo eu perdi em Coimbra!" |
| Salomé                   | Salomé Maria da Anunciação é uma idosa gaúcha, natural de Passo Fundo, que conversa intimamente com o presidente Figueiredo chamando-o de guri, que tinha como nome João Batista, o mesmo do santo que na Bíblia teve a cabeça cortada para agradar a dançarina Salomé. | "Barbaridade, tchê!" Eu faço a cabeça do João Batista ou não me chamo Salomé" |
| Santelmo                 | Santelmo dos Anjos é um crédulo e honestíssimo cidadão, incapaz de contar uma só mentira. É bastante dedicado à sua mulher, Dona Dadivosa. | "Tem que ser que nem que eu sou: durão!" Comigo a bolacha come, é 'chelept, chelept'!" Ô, vida!" Eu não sei mentir…" Mas também, uma pessoa assim que nem que eu... só eu!" |
| Savi Sevic               | O estereótipo do judeu avarento. | " |
| Setembrino Republicano   | Opositor político ferrenho de Canavieira em Chico City. | "Humm… Minino, mas olha minino!" |
| Seu Genaro               | | " |
| Seu Jayme                | Jayme Wenceslau Salgueiro é amigo do Doutor Amâncio (Ítalo Rossi/Ariel Coelho/André Valli), um empresário casado com a linda e adúltera Berta (Sílvia Bandeira/Alexandra Richter/Alcione Mazzeo). | "Ô…" Imp'sionante, imp'sionante!" |
| Severino Pandolé         | Severino Pandolé de Pandolé é um escriturário ligado à ecologia e o irmão mais novo de Seu Popó. | "Eu sou o homem dos passarinhos!" |
| Silva                    | Onestaldo Veridiano da Silva é um caixeiro-viajante, natural da Paraíba. Apesar de ser feio, é muito assediado pelas mulheres. | "Safadim, safadim… bunitim!" Vamo cumê uma panelada lá na casa de Cheiroso?" |
| Simplício                | | " |
| Sudênio                  | Nordestino traumatizado pela seca, que não pode ouvir nada que lhe lembrasse a caatinga. Sempre acaba descontando sua raiva em sua irmã Toinha (Sandra Autuori), mas é acalmado por sua mãe (Ilva Niño) com uma caneca de água. O nome é uma referência à SUDENE (Superintendência do Desenvolvimento do Nordeste). | "Toinha, tu me perdoa?" |
| Tadinho                  | Sujeito frequentemente traído por sua esposa. | " |
| Tan-Tan                  | José Tânio da Cruz é um sujeito esquizofrênico, o qual acredita que o mundo está repleto de loucos. Está sempre a frequentar o psiquiatra (Francisco Milani), que é mais louco que ele. | "Só tem tan-tã! Só tem tan-tã!" (após o psiquiatra dizer "Precisamos nos cuidar. O mundo está ficando louco. Equilibrados somente nós, porque por aí...") |
| Tavares                  | Altino Belo Tavares da Cunha é um malandro carioca que vive bêbado. Casou-se com a rica e feiosa Elisabeth (Zezé Macedo/Claudia Rodrigues), a qual é chamada por ele de Biscoito. | "Sou! Mas… quem não é?" Business é business." "Certo, Biscoito?" |
| Tetéu                    | Telêmaco Nogueira da Foz é um taxista que admira muito Reginaldo (Ítalo Rossi/Nelson Freitas), um conquistador das mulheres. | "Hummm… Reginaldo! Reginaaaaldo!" |
| Tim Tones                | Paródia dos pastores evangélicos cujo único interesse é arrecadar ofertas. O nome faz referência a Jim Jones, um psicopata fanático religioso americano, que organizou um suicídio em massa. Timothy da Silva, como é conhecido, enriqueceu com sua família por meio da falsa seita que criou. | "Podem correr a sacolinha…" Que a paz de Tim Tones esteja em todos os lares." |
| Túlio Boccanegra         | Paródia ao repórter Silio Boccanera, é o correspondente internacional do "Jornal do Lobo". Possuía uma espessa barba negra. | "Túlio Boccanegra, de (nome do local), para o Jornal do Lobo." |
| Tutóia                   | Corintiano com acentuado sotaque paulista, que sempre interrompe as filmagens de um estúdio. | " |
| Tutu                     | Milionário que tem que lidar com as aventuras da mulher Dondoca (Maria Lúcia Dahl) e com a criada Tiete (Duse Nacaratti). | " |
| Ubiratan Gogó            | Apresentador de telejornal em Estados Anysios de Chico City. A caracterização é a mesma de Milton Gama (versão da TV Globo do Chico Anysio Show) e Pedro Fortes (segunda versão do Chico Total) | " |
| Urubulino                | Sujeito pessimista e agourento, que sempre acredita que tudo dará errado. Usa cartola e casaca pretas, assemelhando-se a um urubu. | "Mas pode piorar…" Hummm, isso é mau!" É brocotó!" |
| Valentino                | Valentino Rodolfo dos Santos é um inocente e tímido menino, o qual vive sendo assediado por Lolita (Gisele Fraga), mais velha que ele. Nos anos 60, o personagem era perseguido por Maria do Socorro (Rose Rondelli). | "Eu sou criança, eu não sou de nada!" |
| Véio Zuza                | Preto velho que costuma dar conselhos aos habitantes de Chico City. Supostamente, tratar-se-ia da alma do falecido farmacêutico Teophilo Batista reencarnada no corpo de um borracheiro. | "Hehehe. O Véio entende, meu fio…" |
| Vieira Souto             | João Paulo Vieira Souto é um mendigo que um dia foi um embaixador, mas que acabou morando debaixo da ponte, depois que sofrera um acidente de automóvel, desenvolvendo uma espécie de amnésia. Tem como amigo o também mendigo Celso Garcia. | "Se eu não fosse calmo…" All beg all pade." |
| Virgílio                 | | " |
| Vovó Zefa                | Idosa portuguesa que vive recordando o passado, folheando um álbum de fotografias. | " |
| Washington               | Washington Castro é um líder estudantil rebelado contra qualquer regime, defensor do comunismo. Vive trazendo preocupação a seus pais, Amélia (Estelita Bell) e Bandeira (Dary Reis). Possui língua presa. | "O povo unido, jamais será vencido!" |
| Zé Faxineiro             | Profissional responsável pela limpeza do gabinete do presidente da República, casado com Marli (Ilva Niño), que trabalha junto com ele. | "Não tem zé que aguente!" |
| Zé da Silva              | José da Silva, conhecido popularmente como "Zé", é um detetive brasileiro que sonha ser igual aos detetives do cinema. | "Não se movem! Fiquem onde estarem!" |
| Zé Tamborim              | José Basealdo da Silva é um compositor de samba que, por muitos anos, desfilou na Portela. Frequentador do bar "Café Bola Branca", que, é frequentado apenas por pessoas negras. Sempre tem em mãos um poema, poesia ou canção que escreveu em embalagens de pacotes de cigarros. É amigo de Cuíca, o qual é um grande fã seu. Conhecido como "Poeta". | "Eu sou poeta, poeta popular." Eu tô, tô um pouco rouco!" Não saia sem falar comigo." |
| Zelberto Zel             | Sátira ao cantor baiano Gilberto Gil. Lançou-se candidato a prefeito de Salvador, assim como Gil. Tem como parceiro Caretano Zeloso (João Cláudio Moreno). | "Soteropolitanos e soteropolitanas, vamos carnavalizar geral!" Bem, repare..." |